# Fraxinelle
Pour les articles homonymes, voir Buisson ardent.
Dictamnus albus
Espèce
Classification phylogénétique
La Fraxinelle blanche (ou simplement Fraxinelle) ou encore le Dictame blanc sont les noms français de l'espèce Dictamnus albus de la famille des Rutaceae. Elle est également connue sous le nom de buisson ardent.

## Répartition
C'est une plante vivace du sud, du centre et de l'est de l'Europe, jusqu'au sud de la Sibérie, du centre de l'Asie, et d'Afrique du Nord. Elle est également présente en Alsace.

## Description
Plante d'environ 60 cm de haut. La couleur des fleurs peut aller du violet pâle au blanc. Elle est couramment utilisée dans les massifs en raison de son esthétique et de son parfum. Ses feuilles ressemblent à celles du frêne (genre Fraxinus).
Durant l'été la plante se couvre d'une substance inflammable, gluante et très parfumée. Si une flamme est approchée de la plante, ou lors de grande chaleur, celle-ci prend feu instantanément tout en produisant une vive lumière, d'où le surnom de buisson ardent. Elle apprécie les milieux ouverts dans les régions boisées.
Au XVIIIe siècle,  Bertholon a étudié cette plante en apportant en montagne un générateur d'électricité statique, et en observant dans une chambre obscure ce qui se passait lorsqu'on apportait une étincelle près des étamines .

## Synonymes
- Fraxinella   dictamnus Moench
- Dictamnus obtusiflorus W.D.J.Koch
- Dictamnus gymnostylis Steven
- Dictamnus caucasicus Fisch. & C.A.Mey.
- Dictamnus angustifolius Sweet
- Fraxinella fulgurans Bubani [nom. illeg.]
- Fraxinella alba (L.) Gaertn.
- Dictamnus odorus Salisb. [nom. illeg.]
- Dictamnus fraxinella Pers.[2]

## Usage antique
Certaines parties de la plante, particulièrement la racine réduite en poudre, pouvaient être utilisées. Elle avait pour réputation d’accroître la résistance au poison et de traiter les fièvres et certains symptômes liés à la peste. Elle était aussi utilisée pour traiter certains cas d'hystérie mais aussi d'épilepsie. Quant à la substance inflammable qui dégage un parfum citronné, elle aurait un pouvoir anti-inflammatoire. Enfin la plante était connue pour ses effets sur l'utérus, comme celui de déclencher les menstruations, bien qu'aujourd'hui ces usages soient généralement considérés comme obsolètes.
Les parties aériennes de la plante quant à elles étaient employées comme diurétique.
Les racines sont répertoriées dans la pharmacopée chinoise sous le nom 白鲜皮 bai xian pi.

## Usage médical moderne
Aujourd'hui elle n'est plus que rarement utilisée, bien que son action sur l'estomac soit reconnue. L'infusion de feuilles de fraxinelle peut être utilisée pour combattre l'anxiété et la nervosité.

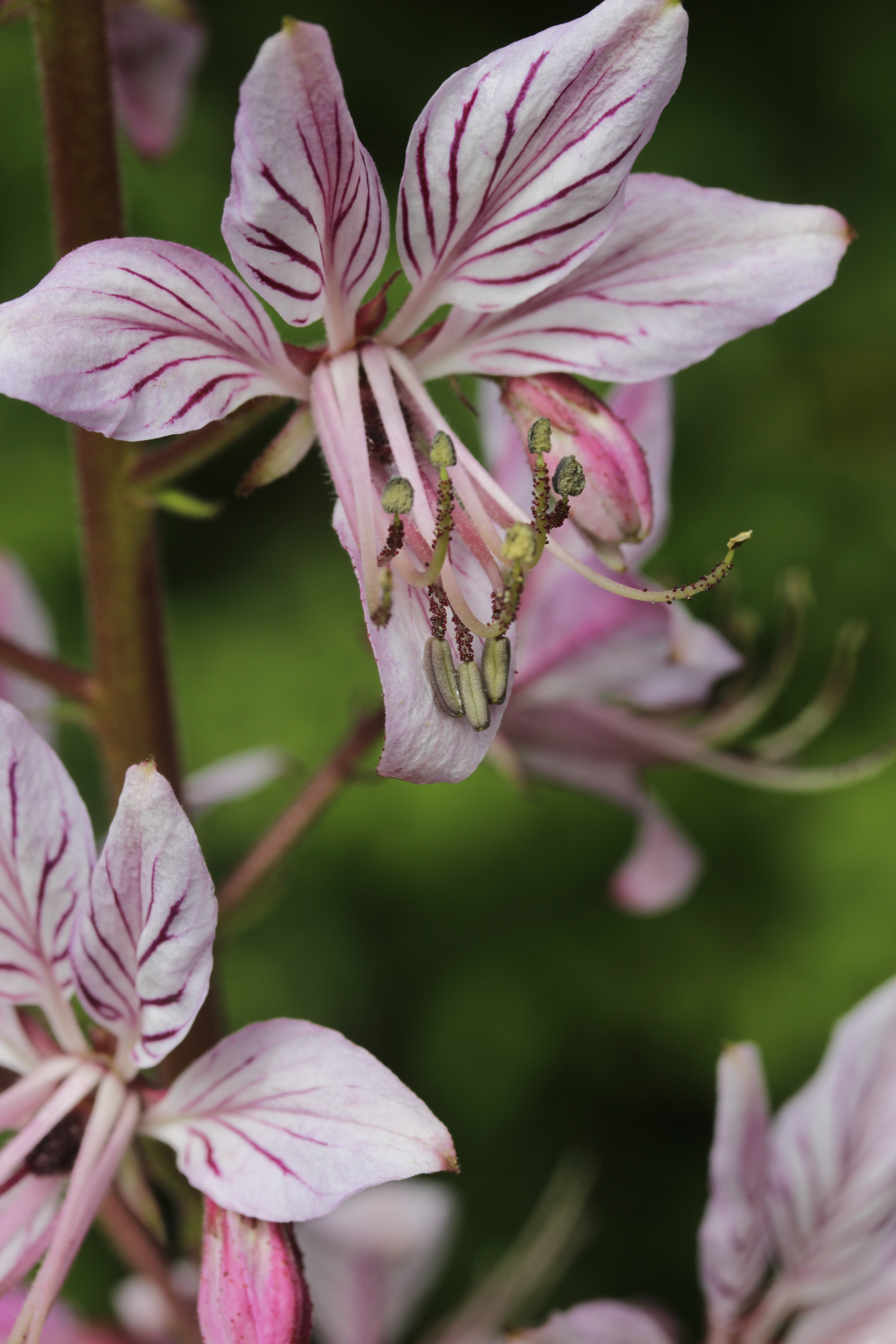
Gros plan sur les fleurs.
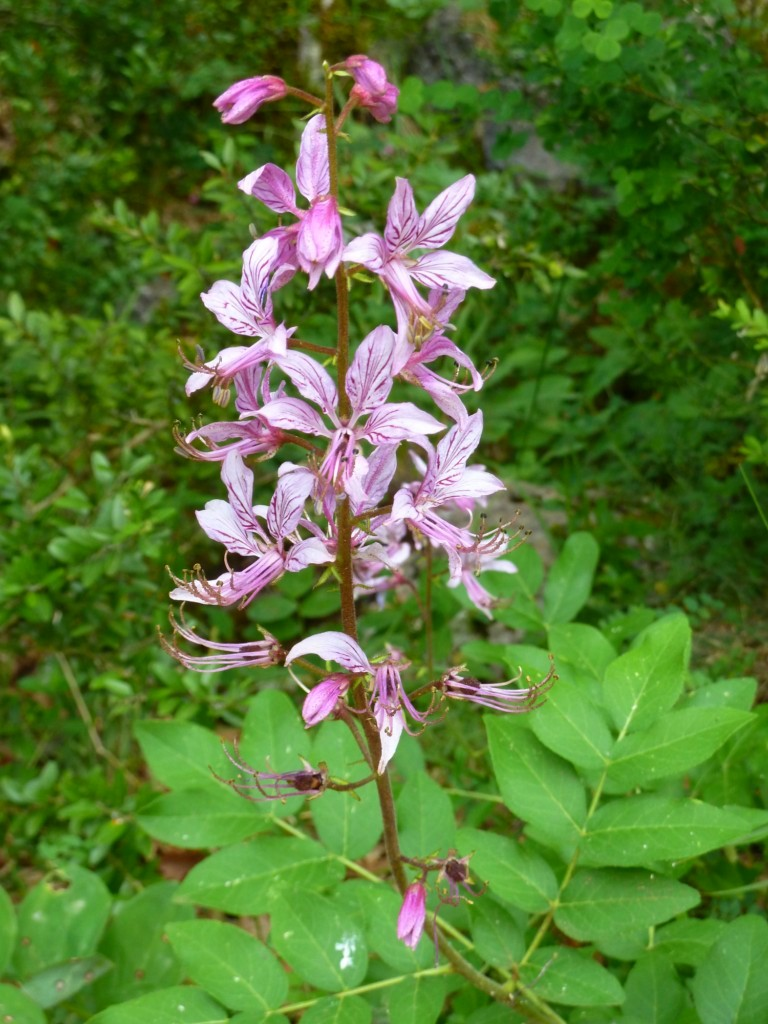
Spécimen photographié à Bauduen (France)
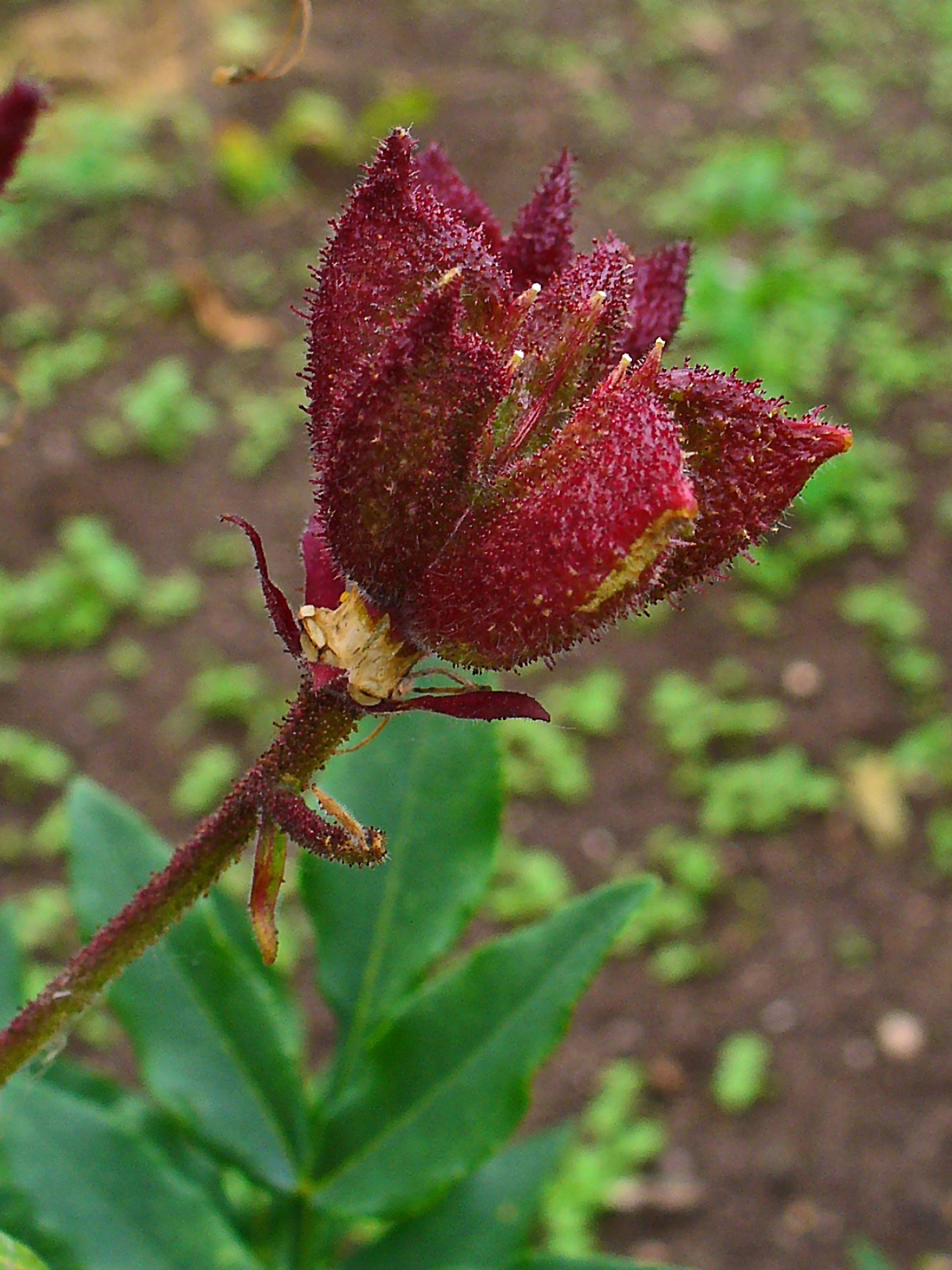
Fruit
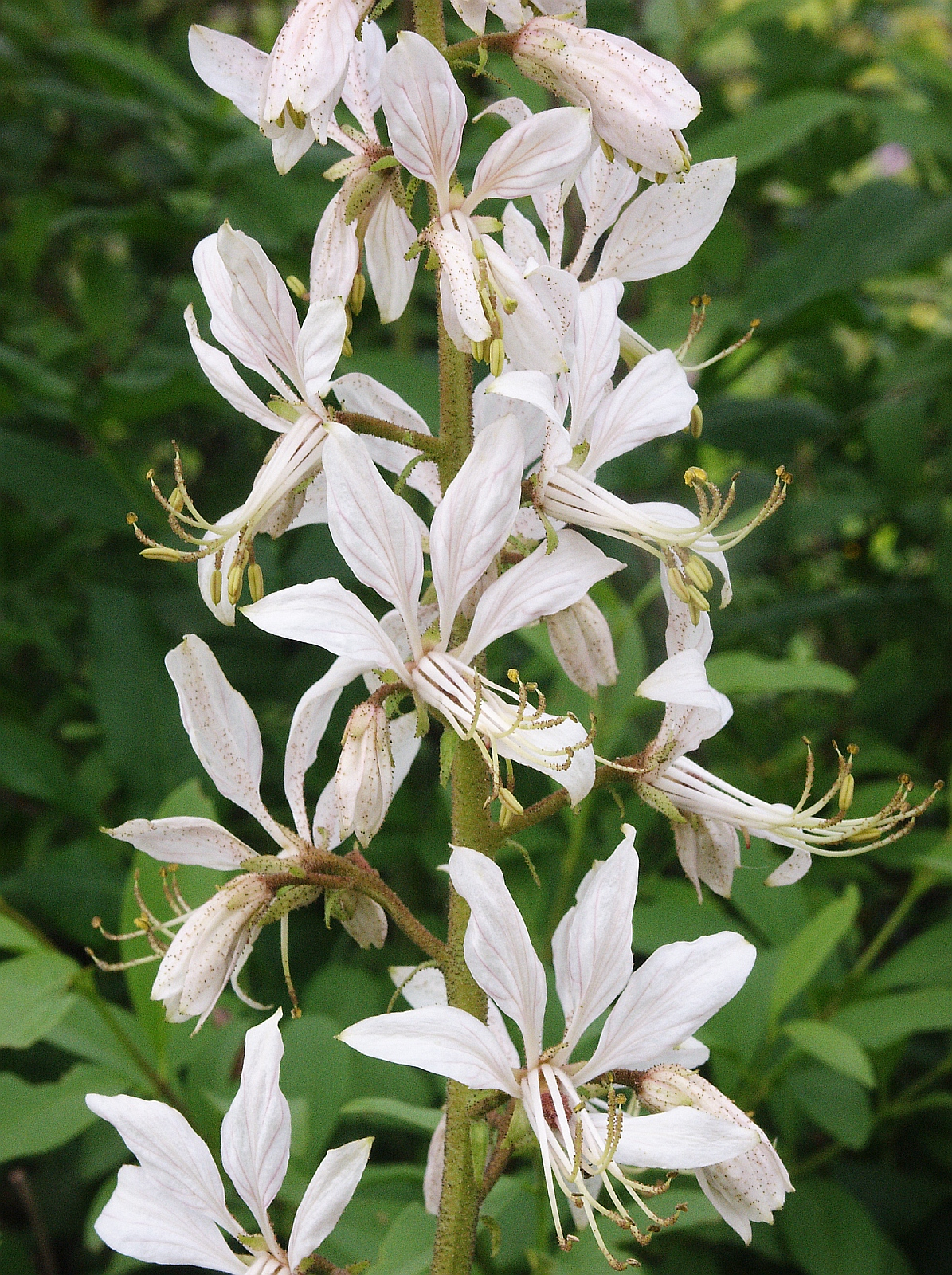
albiflorus
Fleurs de Dictamnus albus
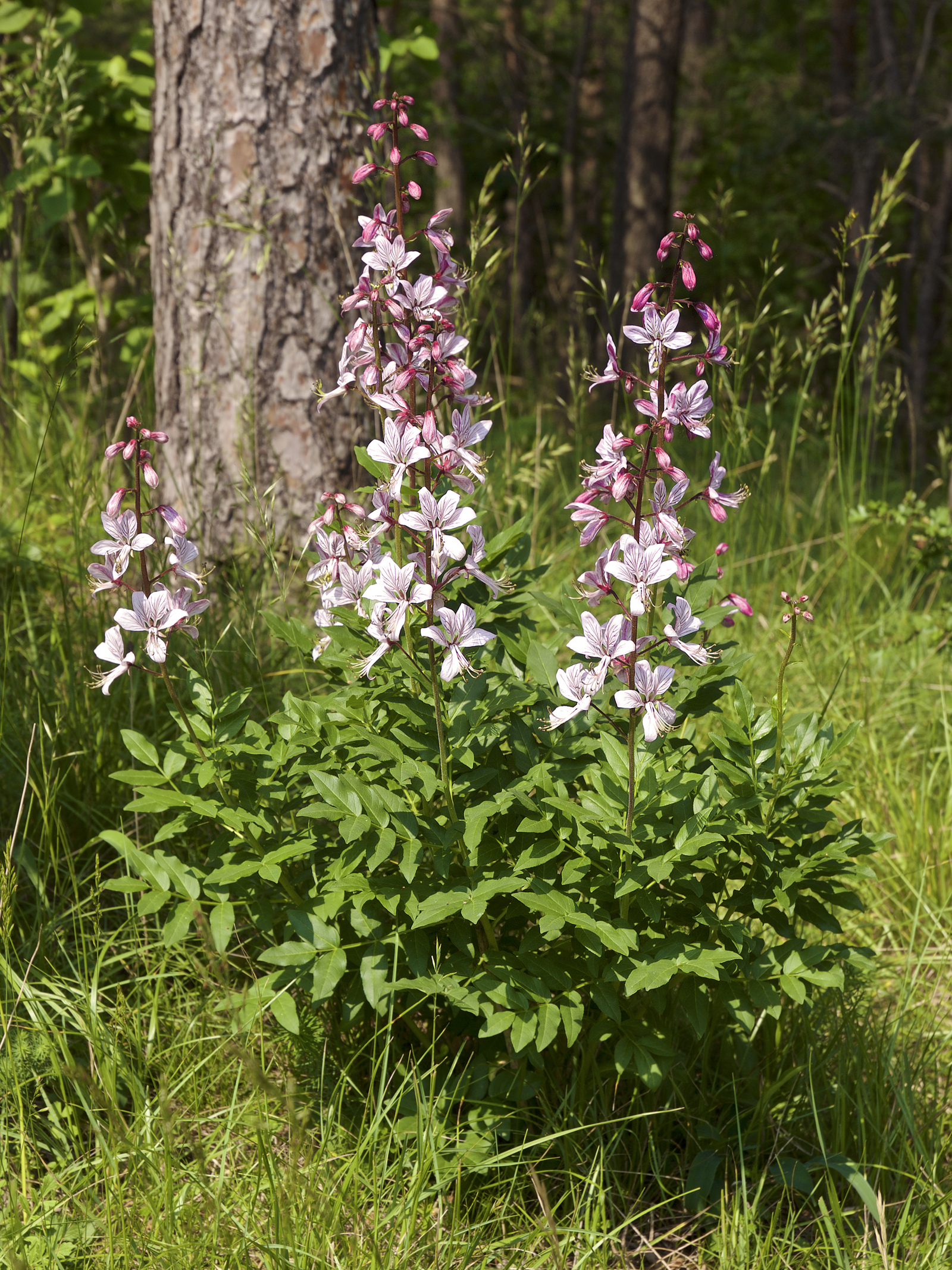
La plante entière.
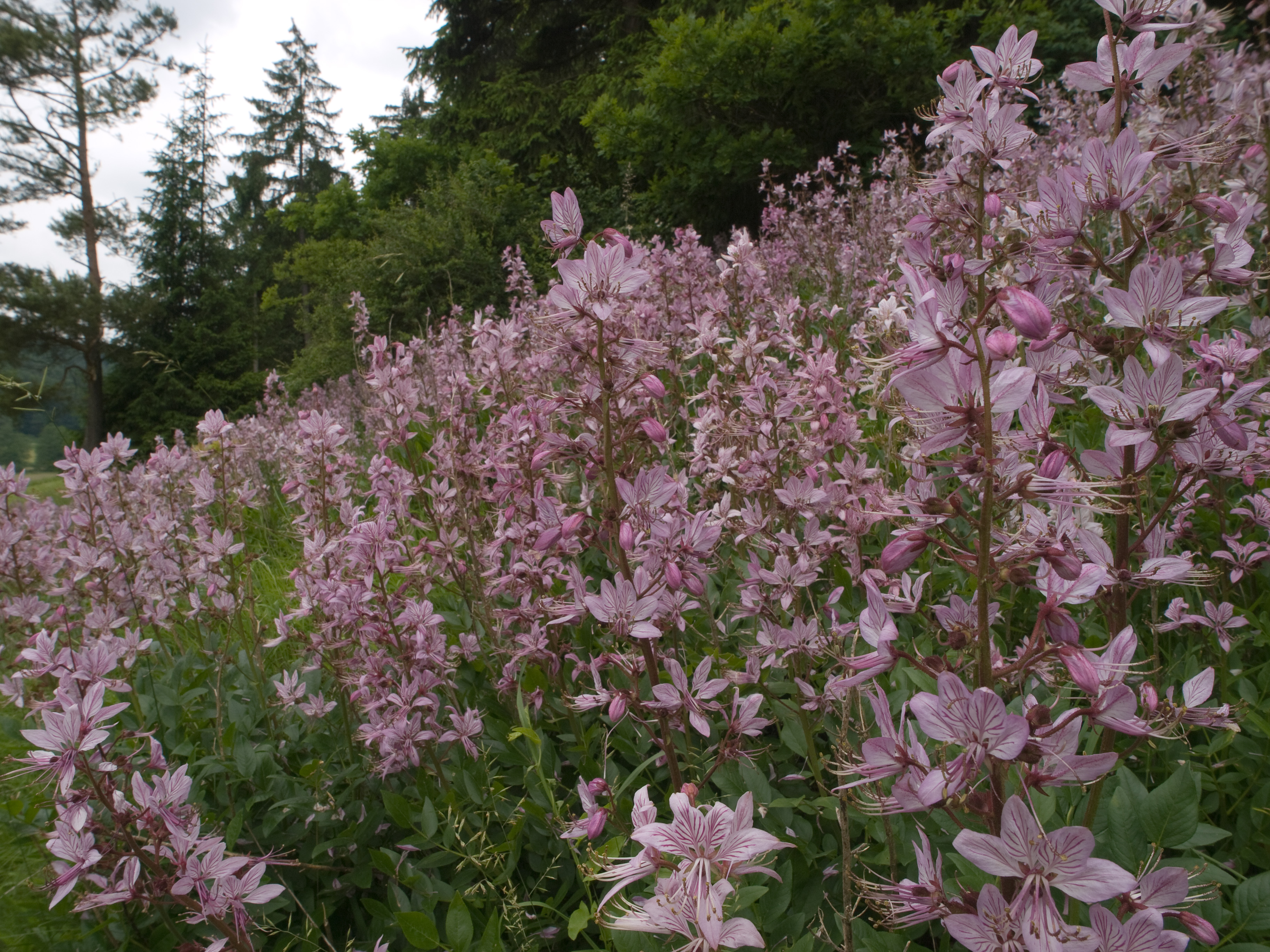
Dictamnus albus en Allemagne
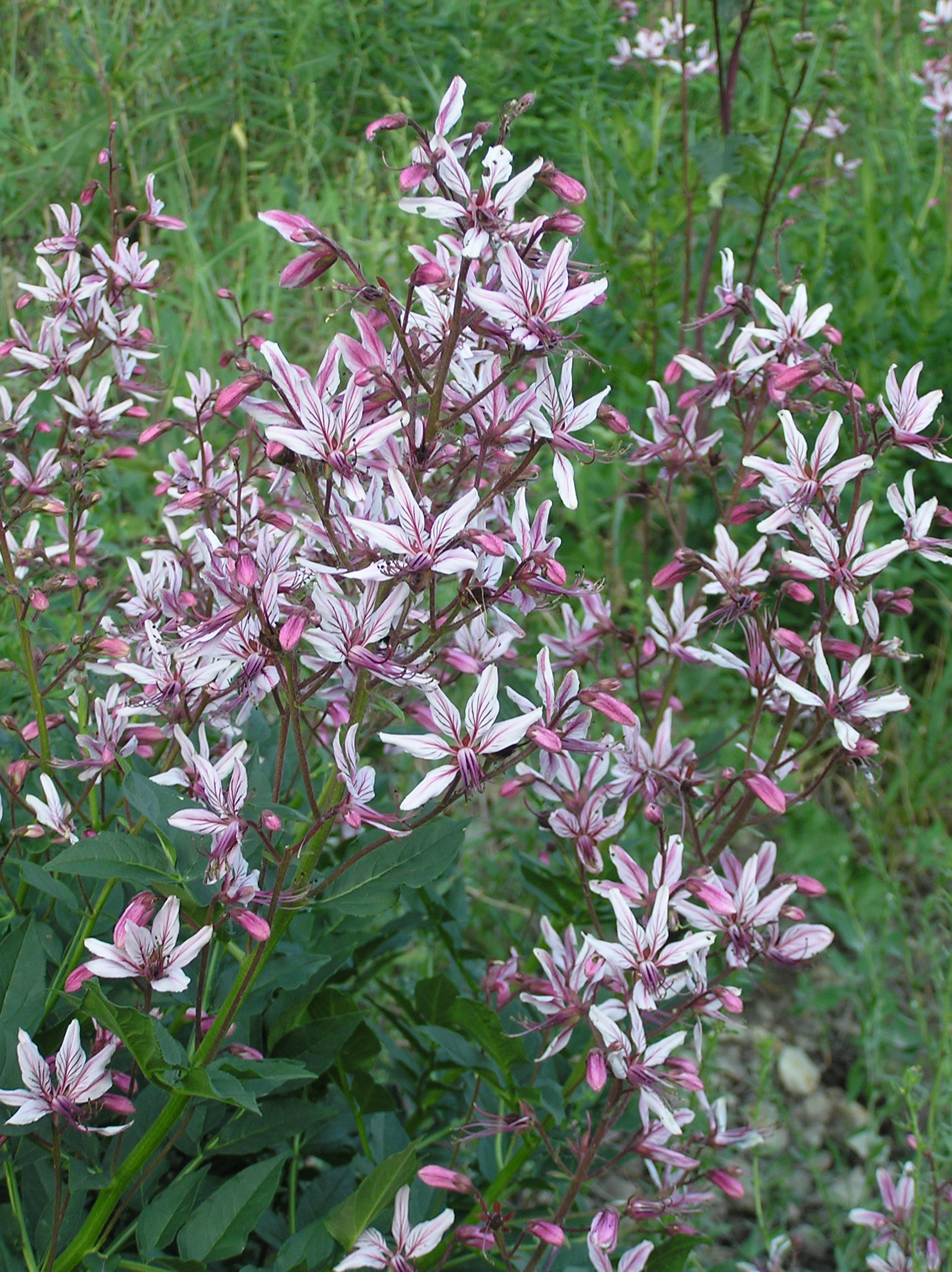
Dictamnus gymnostylis près de Saratov (Russie)

## Plante hôte
La fraxinelle peut servir de plante hôte pour les chenilles du machaon.